# Musée des bains
Le Musée des bains (en hongrois : Fürdőmúzeum) est un musée situé dans le 3e arrondissement de Budapest. Sa collection a pour vocation de présenter l'histoire thermale d'Aquincum, site romain situé à l'emplacement de l'actuelle capitale de la Hongrie. Ce musée fait partie du Musée historique de Budapest.